# سرخیو خیمنس
سرخیو خیمِنِس (به اسپانیایی: Sergio Jiménes)‏ (۱۷ دسامبر ۱۹۳۷ – ۳ ژانویهٔ ۲۰۰۷) هنرپیشه، و کارگردان اهل مکزیک بود.